# Parus monticolus
El carbonero dorsiverde (Parus monticolus) es una especie de ave paseriforme de la familia Paridae propia de Asia. Se encuentra en Bangladés, Bután, China, India, Laos, Birmania, Nepal, Pakistán, Taiwán y Vietnam.

## Subespecies
Se reconocen las siguientes subespecies:
- Parus monticolus monticolus
- Parus monticolus yunnanensis
- Parus monticolus legendrei
- Parus monticolus insperatus